# 会津縦貫南道路
会津縦貫南道路（あいづじゅうかんみなみどうろ）は、福島県会津若松市を起点に同県南会津郡南会津町に至る延長約50 km（キロメートル）の地域高規格道路の路線名である。
同じ地域高規格道路計画路線の会津縦貫北道路および候補路線の栃木西部・会津南道路と共に会津地方の南北を結ぶ高速交通の要となる路線であり、会津縦貫北道路と合わせて会津縦貫道の名称がある。1998年（平成10年）6月16日、計画路線に指定され、下郷町から南会津町までの一部が整備区間および調査区間となっている。起点では磐越自動車道および会津縦貫北道路に接続する計画である。

## 概要
整備事業は6つの工区に分けて実施される予定で、起点から約7 kmを1工区、続く約10 kmを2工区、続く約7 kmを3工区、続く約9 kmを4工区、続く約11 kmを5工区、続く約9 kmを6工区と分類している。
このうち第4工区の約9 kmは2002年度（平成14年度）から先行して整備が進められており、2015年度（平成27年度）には第5工区の約11 kmが事業着手されたほか、第2工区の約10 kmの環境調査に着手した。一方、第1工区・第3工区と第6工区は調査区間にすら指定されておらず、詳細ルート未定の計画路線扱いである。

### 事業区間ごとの概説

#### 小沼崎バイパス
- 起点：福島県南会津郡下郷町大字小沼崎
- 終点：福島県南会津郡下郷町大字高陦
- 延長：1.53 km
- 道路規格：第3種第2級
- 道路幅員：12.0 m（土工部）、9.5 m（橋梁・トンネル部）
- 車線数：2車線
- 車線幅員：3.5 m
- 設計速度：60 km/h

第4工区の北端に位置し、国道118号須賀川市方面と同会津若松市方面とをショートカットする国道118号のバイパスとして整備されている。
1999年（平成11年）12月に当該バイパスを含む下郷町内の約9 kmが地域高規格道路の調査区間に指定、2002年度（平成14年度）より福島県が一般国道改築事業として事業着手した。2007年（平成19年）3月には整備区間に指定されており、2014年度（平成26年度）より本線工事に着手している。
主要構造物となる全長680 mの田代トンネルと全長342.5 mの下郷大橋がバイパスの大半を占める。
2024年（令和6年）3月3日に開通。

#### 湯野上バイパス
- 起点：福島県南会津郡下郷町大字高陦
- 終点：福島県南会津郡下郷町大字塩生
- 延長：8.3 km
- 道路規格：第1種第3級
- 道路幅員：12.0 m（土工部）、9.5 m（トンネル部）
- 車線数：2車線
- 車線幅員：3.5 m
- 設計速度：80 km/h

第4工区の南側8.3 kmとして、国道118号と国道289号とを結ぶ国道121号バイパスとして整備されている。
当初の福島県を事業主体として着手し、1999年（平成11年）12月に当該バイパスを含む下郷町内の約9 kmが地域高規格道路の調査区間に指定、2007年（平成19年）3月には整備区間に指定された。2007年度（平成19年度）に福島県が国道改築事業として事業着手したが、2011年（平成23年）には福島県知事や沿線自治体で構成する会津縦貫南道路整備促進期成同盟会が国土交通大臣に対し、安定的な財源確保が見込める直轄指定区間への編入を要望。これに対し国交省では、域内の防災機能強化の観点から早期整備が不可欠として2012年度（平成24年度）に直轄権限代行事業に変更された。全体事業費は240億円見込で計画交通量は9,400台/日、費用便益分析の結果はB/C=1.4としている。
国道121号現道からは阿賀川を挟んだ対岸にルート策定されており、バイパスの多くの区間でトンネルと橋梁が連続する。

#### 下郷田島バイパス
- 起点：福島県南会津郡下郷町大字塩生
- 終点：福島県南会津郡南会津町田島
- 延長：11.1 km
- 車線数：2車線

第5工区にあたる。下郷町塩生地区の国道289号交点に設置予定の（仮称）下郷ICを起点に、基本的には国道121号現道と並行する形で終点の南会津町田島市街地方面へ向かうが、現道が会津鉄道会津線の北側を走るのに対し、当該バイパスは概ね線路の南側ルートが想定されている。
道路全体11 kmのうち起点側10 kmが自動車専用道路、終点側1 kmが平面交差の一般道路となる計画。自動車専用道路では起点の（仮称）下郷ICのほか、下郷町・南会津町境、田島市街地ICの3箇所のインターチェンジが設置される予定である。
2015年度（平成27年度）より福島県が事業着手した。県では将来的に国直轄権限代行区間への採択を目指し、着工後10年程度での完成供用を目指すとしている。
2018年（平成30年度）11月29日、着工した。

## インターチェンジなど
- IC番号欄の背景色が■である部分については道路が供用済みの区間を示している。また、施設名欄の背景色が■である部分は施設が供用されていない、完成していないことを示す。
- 未開通区間のJCT/IC名は仮称。
- 全施設福島県内に所在。

| IC 番号                                                | 施設名     | 接続路線名                          | 起点からの 距離（km） | 終点からの 距離（km） | 備考                           | 所在地           |
| ------------------------------------------------------ | ---------- | ----------------------------------- | --------------------- | --------------------- | ------------------------------ | ---------------- |
| 会津若松市方面（磐越自動車道・会津縦貫北道路接続構想） |            |                                     |                       |                       |                                |                  |
| 1 - 3工区（計画路線）                                  |            |                                     |                       |                       |                                |                  |
| -                                                      | （交差点） | 国道118号                           | -                     | -                     | 下郷町大字小沼崎地内           | 南会津郡下郷町   |
| -                                                      | 田代IC     | 国道118号                           | -                     | -                     |                                | 南会津郡下郷町   |
| -                                                      | 下郷IC     | 国道289号                           | -                     | -                     |                                | 南会津郡下郷町   |
| -                                                      | 落合IC     |                                     | -                     | -                     | 下郷町・南会津町境設置予定     | 南会津郡下郷町   |
| -                                                      | 田島IC     |                                     | -                     | -                     |                                | 南会津郡南会津町 |
| -                                                      | （交差点） | 国道289号田島バイパス 国道121号現道 | -                     | -                     | 田島IC以南は一般道路として整備 | 南会津郡南会津町 |
| 6工区（計画路線）                                      |            |                                     |                       |                       |                                |                  |
| 日光市方面（栃木西部・会津南道路接続構想）             |            |                                     |                       |                       |                                |                  |

## 沿革
- 1998年（平成10年）6月16日 - 地域高規格道路の計画路線に指定される。
- 2002年（平成14年）12月 - 小沼崎バイパス（延長1.53 km）が福島県により事業着手。
- 2007年（平成19年）度 - 湯野上バイパス（延長8.3 km）が国道改築事業として福島県により事業着手[8]。
- 2012年（平成24年）5月17日 - 湯野上バイパス（延長8.3 km）が国の直轄権限代行事業として国が着手[11]。
- 2015年（平成27年）度 - 下郷田島バイパス（延長11.1 km）が福島県により事業着手[2]。
- 2024年（令和6年）3月3日 - 小沼崎バイパス（延長1.5 km）が開通[5]。